# Rhipidarctia strenua
Rhipidarctia strenua är en fjärilsart som beskrevs av Sergius G. Kiriakoff 1957. Rhipidarctia strenua ingår i släktet Rhipidarctia och familjen björnspinnare. Inga underarter finns listade.